# The Manhattan Transfer
The Manhattan Transfer sokszoros Grammy-díjas amerikai dzsessz-vokál együttes.
Az eredeti összeállás: Tim Hauser, Gene Pistilli, Erin Dickins, Marty Nelson, Pat Rosalia.
Az együttes 1969-ben alakult.
„A Manhattan Transfer fogalom a vokális jazz történelmében”.

## Pályakép
A The Manhattan Transfer a rocktörténelem egyik legkiemelkedőbb vokális együttese, története során több különböző felállásban működött, mindig egy kissé más stílust képviselve.
Hat hónapon át napi két óra gyakorlásra jöttek össze, majd nyilvánosan felléptek a Mercer Arts Centerben. A nosztalgia-zene ötlete olyannyira bevált, hogy az együttes világsikert aratott.
A Chanson D’Amour című kislemezük Angliában hosszan vezette a slágerlistát. 1981-ben megjelent a Mecca For Moderns című lemezük Amerikában, és Grammy-díjat kapott.

## Albumok
Jukin' (1971)

The Manhattan Transfer (1975

Coming Out (1976)

Pastiche (1977)

Manhattan Transfer Live (1978)

Extensions (1979)

Mecca For Moderns (1981)

Bodies And Souls (1983)

Man-Tora! Live In Tokyo (1984)

Bop Doo-Wopp (1985)

Vocalese (1985)

Brasil (1987)

The Offbeat Avenues (1991)

The Christmas Album (1992)

The Manhattan Transfer Meets Tubby The Tuba (1994)

Tonin' (1995)

Swing (1997)

Spirit Of St. Louis (2000)

Couldn't Be Hotter (2003)

Vibrate (2004)

The Symphony Sessions (2006)

The Chick Corea Songbook (2009)

## Díjak
- 1980: „Birdland”, Grammy-díj for Best Vocal Arrangement for Two or More Voices, Janis Siegel
- 1980: „Birdland”, Grammy-díj for Best Jazz Fusion Performance
- 1981: „Boy from New York City”, Grammy Award for Best Pop Performance By A Duo Or Group With Vocal
- 1981: „A Nightingale Sang in Berkeley Square”, Grammy Award for Best Vocal Arrangement for Two or More Voices, Gene Puerling
- 1981: „Until I Met You (Corner Pocket)”, Grammy-díj for Best Jazz Vocal Performance, Duo or Group
- 1982: Route 66, Grammy-díj for Best Jazz Vocal Performance, Duo or Group
- 1983: „Why Not! (Manhattan Carnival)”, Grammy-díj for Best Jazz Vocal Performance, Duo or Group
- 1986: Vocalese, Grammy-díj for Best Jazz Vocal Performance, Duo or Group
- 1986: „Another Night in Tunisia”, Grammy-díj for Best Vocal Arrangement for Two or More Voices, Bobby McFerrin and Cheryl Bentyne, performed by The Manhattan Transfer
- 1989: Brasil, Grammy-díj for Best Pop Performance by a Duo or Group with Vocals
- 1992: „Sassy”, Best Contemporary Jazz Performance, Instrumental
- 1998: Vocal Group Hall of Fame